# Anolis longiceps
Anolis longiceps är en ödleart som beskrevs av  Schmidt 1919. Anolis longiceps ingår i släktet anolisar, och familjen Polychrotidae. IUCN kategoriserar arten globalt som sårbar. Inga underarter finns listade i Catalogue of Life.